# Urocricetini
Urocricetini – plemię ssaków podrodziny chomików (Cricetinae) w obrębie chomikowatych (Cricetidae).

## Rozmieszczenie geograficzne
Do plemienia należą gatunki występujące w południowej Syberii w Rosji, północno-wschodnim i wschodnim Kazachstanie, Mongolii, północnej Chińskiej Republice Ludowej, w Kotlinie Cajdamskiej i płaskowyżu Ordos oraz Tybecie w Chińskiej Republice Ludowej, północnym Nepalu i północno-zachodnich Indiach.

## Podział systematyczny
Do plemienia należą następujące rodzaje:
- Phodopus G.S. Miller, 1910 – chomicznik – jedynym przedstawicielem jest Phodopus roborovskii (Satunin, 1903) – chomicznik malutki
- Cricetiscus Thomas, 1917
- Urocricetus Satunin, 1903